# Friedrich Hiddemann

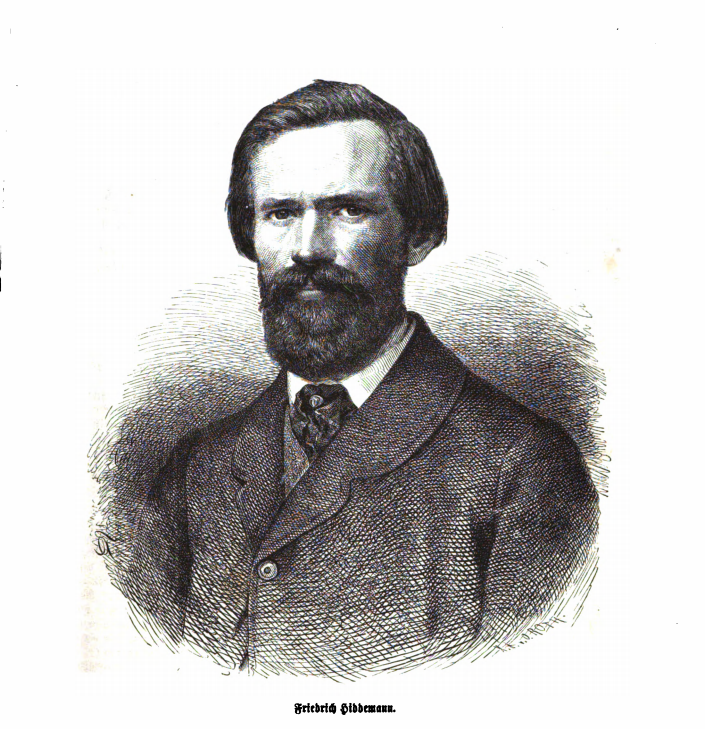
Friedrich Hiddemann, Porträt um 1868

Friedrich Peter Hiddemann, auch Fritz Hiddemann (* 4. Oktober 1829 in Düsseldorf; † 19. Januar 1892 ebenda), war ein deutscher Maler und Lithograf der Düsseldorfer Schule.

## Leben

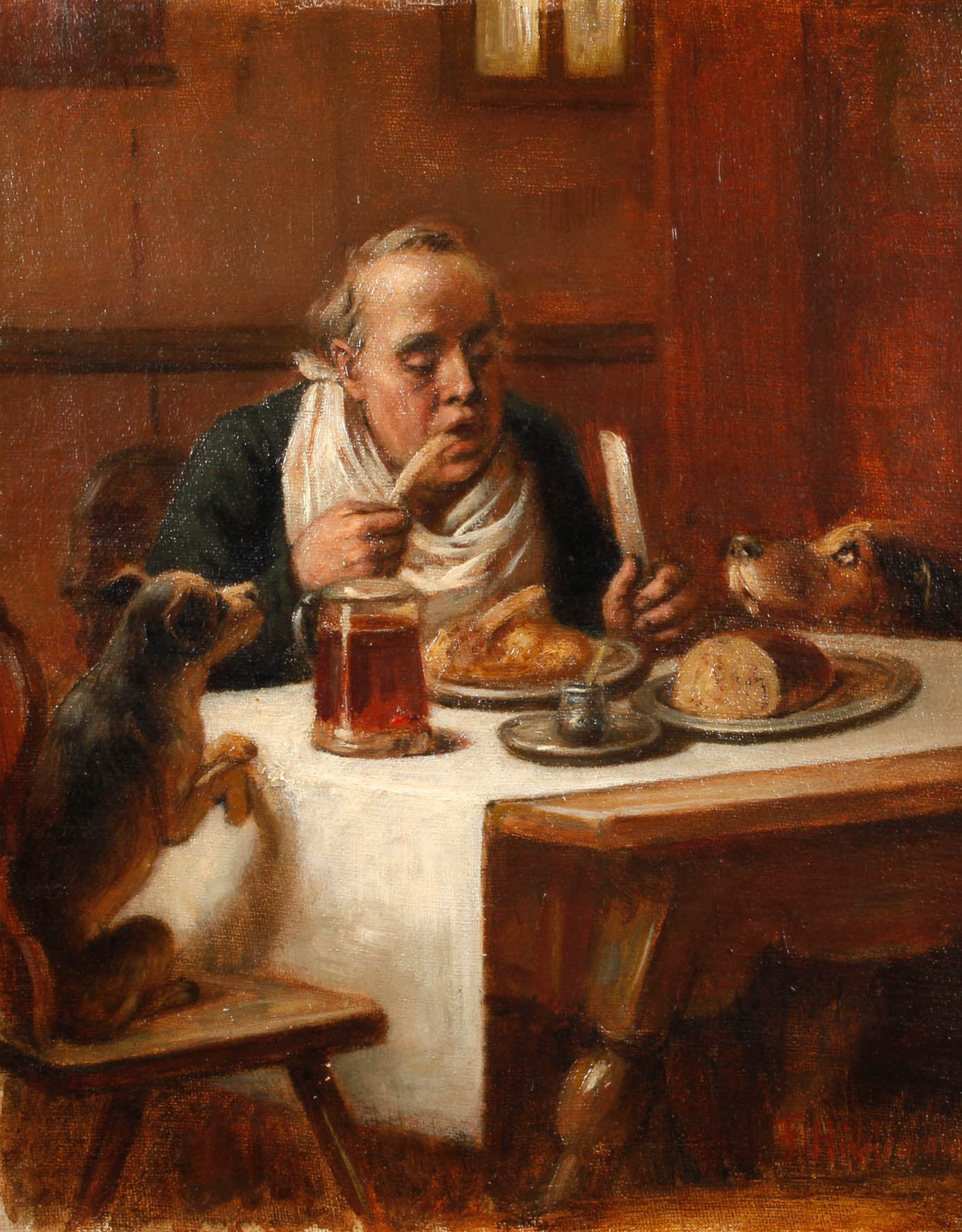
Die Hundemahlzeit, um 1850

Hiddemann war Sohn eines Düsseldorfer Musikers, der für ihn zunächst eine musikalische Berufslaufbahn vorgesehen hatte. Dennoch erlernte er in einem Vorbereitungsunterricht bei Johann Peter Götting das Zeichnen, um sodann Schüler an der Kunstakademie Düsseldorf zu werden. Ab 1848 wurde er u. a. Schüler von Theodor Hildebrandt und Wilhelm von Schadow. 1856 beendete Hiddemann dieses Studium und trat noch im selben Jahr eine längere Studienreise an, welche ihn durch Frankreich, Belgien und die Niederlande führte.
Wieder nach Deutschland zurückgekehrt, ließ sich Hiddemann in Düsseldorf als freischaffender Künstler nieder. Dort wurde 1861 sein Sohn Benno geboren, der nach 1900 auch als Maler in Erscheinung trat. In Hiddemanns Frühwerk dominieren historische Sujets; später wandte er sich verstärkt der Genremalerei zu. Trotz teilweise einfacher Komposition gestaltete Hiddemann seine Bilder stimmungsvoll, wobei der Humor selten fehlte.
Dabei thematisierte Hiddemann oft Volksszenen aus seiner Heimat, der Rheinprovinz. Für einige Verlage führte er Auftragsarbeiten als Illustrator aus; zu nennen wären hier u. a. die 35 Holzschnitte, mit den er Fritz Reuters Ut mine Stromtid illustrierte.
Mehrere seiner Bilder fanden durch Stiche, die von diesen gemacht wurden, weite Verbreitung. Robert Trossin fertigte u. a. Das Quartett, Fritz Dinger etwa das Bild Aus alten Tagen. Auch sein bekanntestes Werk Preußische Werber unter Friedrich dem Großen (1873) wurde mehrmals reproduziert.
Hiddemanns Bilder waren auf in- und ausländischen Ausstellungen vertreten, etwa auf der Metropolitan Sanitary Fair 1864 in New York City.

## Werke (Auswahl)
- Die Kegelbahn (1860)
- Aus alten Tagen (1861)
- Schularrest (1863)
- Das Quartett
- Die Flasche Champagner

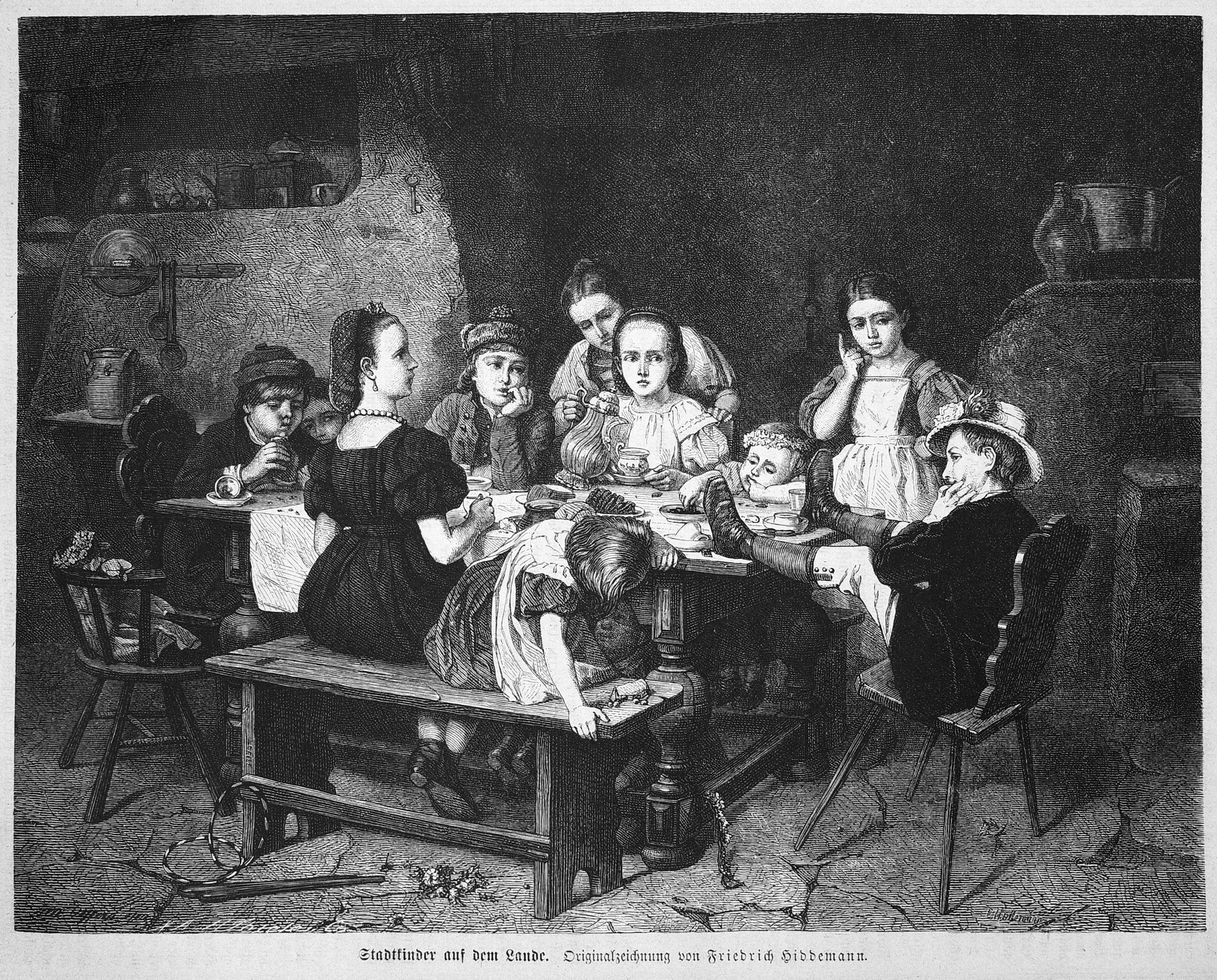
Stadtkinder auf dem Lande, Illustration in der Zeitschrift Die Gartenlaube, 1872

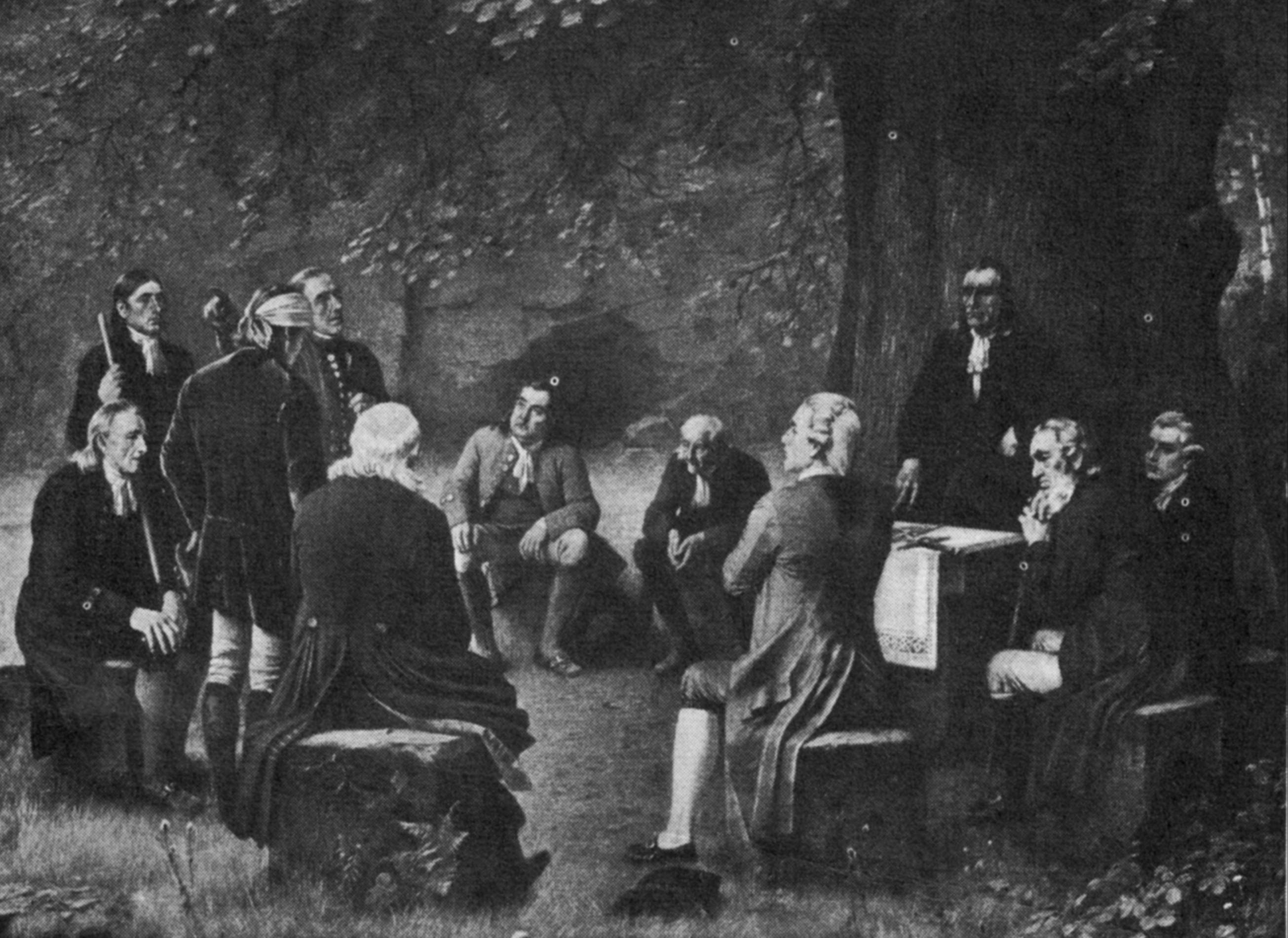
Femegericht

- Unangenehme Nachbarschaft (Museum zu Wiesbaden)
- Preußische Werber unter Friedrich dem Großen (Nationalgalerie Berlin)
- Wintervergnügen
- Begräbnisfeier
- Aschenbrödel
- Dornröschen
- Der kleine Sieger
- Femegericht
- Der Liebesbrief
- Picknick im Walde (1873)